# Boris Tiekajew
Boris Iljicz Tiekajew (ros. Борис Ильич Текаев, ur. 1908 w Aleksandropolu w guberni erywańskiej, zm. w lutym 1980 w Tbilisi) – funkcjonariusz radzieckich organów bezpieczeństwa, generał major.

## Życiorys
Pochodził z osetyjskiej rodziny chłopskiej, w latach 1930-1931 uczył się w technikum, od maja 1931 funkcjonariusz rejonowego oddziału GPU w Cziaturze, od grudnia 1933 do czerwca 1937 funkcjonariusz rejonowego oddziału GPU/NKWD w Borżomi, od 13 stycznia 1936 młodszy porucznik bezpieczeństwa państwowego. Od czerwca 1937 do stycznia 1938 pełnomocnik rejonowego oddziału NKWD w Tkwibuli, od stycznia 1938 do lutego 1939 zastępca szefa Zarządu NKWD Południowoosetyjskiego Obwodu Autonomicznego, od grudnia 1938 członek WKP(b), od lutego 1939 do marca 1941 zastępca ludowego komisarza spraw wewnętrznych Północnoosetyjskiej ASRR, 31 maja 1939 awansowany na starszego porucznika, a 30 sierpnia 1940 kapitana bezpieczeństwa państwowego. Od marca do 6 sierpnia 1941 zastępca ludowego komisarza bezpieczeństwa państwowego Północnoosetyjskiej ASRR, od 6 sierpnia 1941 do 12 grudnia 1942 ponownie zastępca ludowego komisarza spraw wewnętrznych Północnoosetyjskiej ASRR, 8 października 1942 mianowany majorem bezpieczeństwa państwowego. Od 12 grudnia 1942 do 18 lutego 1948 ludowy komisarz/minister spraw wewnętrznych Północnoosetyjskiej ASRR, 14 lutego 1943 awansowany na pułkownika bezpieczeństwa państwowego, 12 maja 1943 komisarza bezpieczeństwa państwowego, a 9 lipca 1945 generała majora. Od marca 1948 do 27 grudnia 1950 szef Zarządu MWD Południowoosetyjskiego Obwodu Autonomicznego w Cchinwali, od 17 stycznia 1951 do 21 lutego 1952 szef wydziału ochrony i zastępca szefa Zarządu Poprawczego Obozu i Kolonii Pracy MWD Gruzińskiej SRR, od stycznia 1952 do kwietnia 1953 szef wydziału MWD Gruzińskiej SRR, od 6 czerwca 1953 do 2 listopada 1954 zastępca szefa Zarządu Milicji MWD Gruzińskiej SRR, następnie zwolniony "z powodu dyskredytacji".
27 sierpnia 1956 pozbawiony stopnia generalskiego "za zdyskredytowanie siebie podczas pracy w organach bezpieczeństwa państwowego".

## Odznaczenia
- Order Czerwonego Sztandaru (dwukrotnie - 8 marca 1944 i 20 marca 1952)
- Order Wojny Ojczyźnianej I klasy (7 lipca 1941)
- Order Czerwonej Gwiazdy (dwukrotnie - 12 stycznia 1943 i 21 maja 1947)
- Order „Znak Honoru” (2 lipca 1942)
- Odznaka "Zasłużony Funkcjonariusz NKWD" (4 lutego 1942)

I 9 medali.